# Америка
Аме́рика — частина світу в західній півкулі Землі, що поділяється на два континенти або материки — Північну і Південну Америку, часто з Північної Америки виділяється і Центральна Америка.
Америка простягається від Арктики до Антарктики, з 75° північної широти до 55° південної широти. Розташована у західній півкулі між Атлантичним і Тихим океанами. До складу Америки входять о. Гренландія, острови Вест-Індії та інші острови.
Частину світу, яку пізніше стали називати «Америка», у 1492 р. відкрив Христофор Колумб. Амеріго Веспуччі досліджував континент та був впевнений, що це «Америка», та Колумб до кінця своїх літ був переконаний, що відкрив шлях до Індії (через що місцевих корінних жителів багато обивателів досі помилково називають «індіанцями»), а не новий для тогочасних європейців, невідомий континент, тепер знаний як Америка.
Загальна площа — приблизно 42,5 млн км².
Населення — 1 001 559 000 (2016 р.).

## Історія

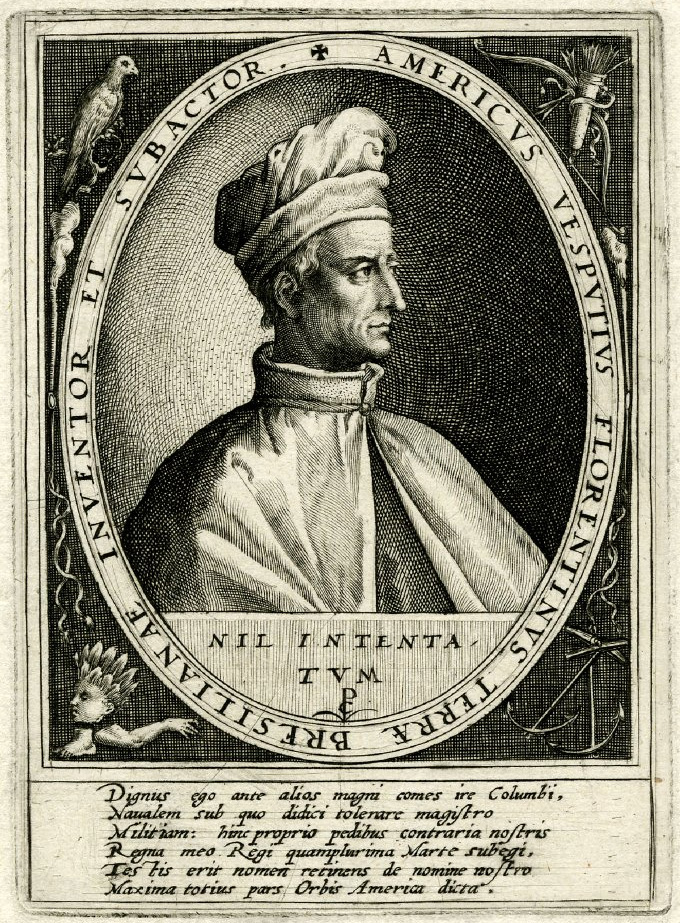
Амеріго Веспуччі

Америка була вперше заселена людьми з Азії десь в проміжку між 42 і 14 тис. років тому. Хвиля міграції ескімосів / інуїтів за кілька тисячоліть до н. е. була останньою з числа корінних американських народів (за традицією вони, за винятком ескімосів і алеутів, носили назву американських індіанців, яку їм помилково дали європейці).
Першими європейцями, про перебування яких в Америці достеменно відомо, були мореплавці-вікінги на чолі з Лейфом Еріксоном (≈ 1000 р. н. е.). Втім, відкриття Америки традиційно датували Добою великих географічних відкриттів — 1492 роком, коли експедиція Христофора Колумба досягла островів Вест-Індії. Існує також версія, за якою інформація про відкриту вікінгами Америку була відома в середньовічній Італії, оскільки зустрічається в документах монахів. Це пояснює, чому італієць Колумб мав таку впевненість у своїй подорожі. 
Європейська колонізація Америки призвела до знищення низки доколумбових цивілізацій, демографічній катастрофі індіанців Америки, масовій еміграції зі Старого світу і завезення африканських рабів. У результаті відкриттів і завоювань, різні території в Америці були розділені між європейськими державами — Іспанією, Португалією, Англією, Францією, Нідерландами та Російською імперією.
Нині переважна більшість американських країн є суверенними державами. Головними віхами в деколонізації були: Війна за незалежність США (1776—1783), Гаїтянська революція (1791—1803), Війна за незалежність іспанських колоній в Америці (1810—1826) під керівництвом Сімона Болівара і Війна за незалежність Куби (1895—1898).

## Держави і території

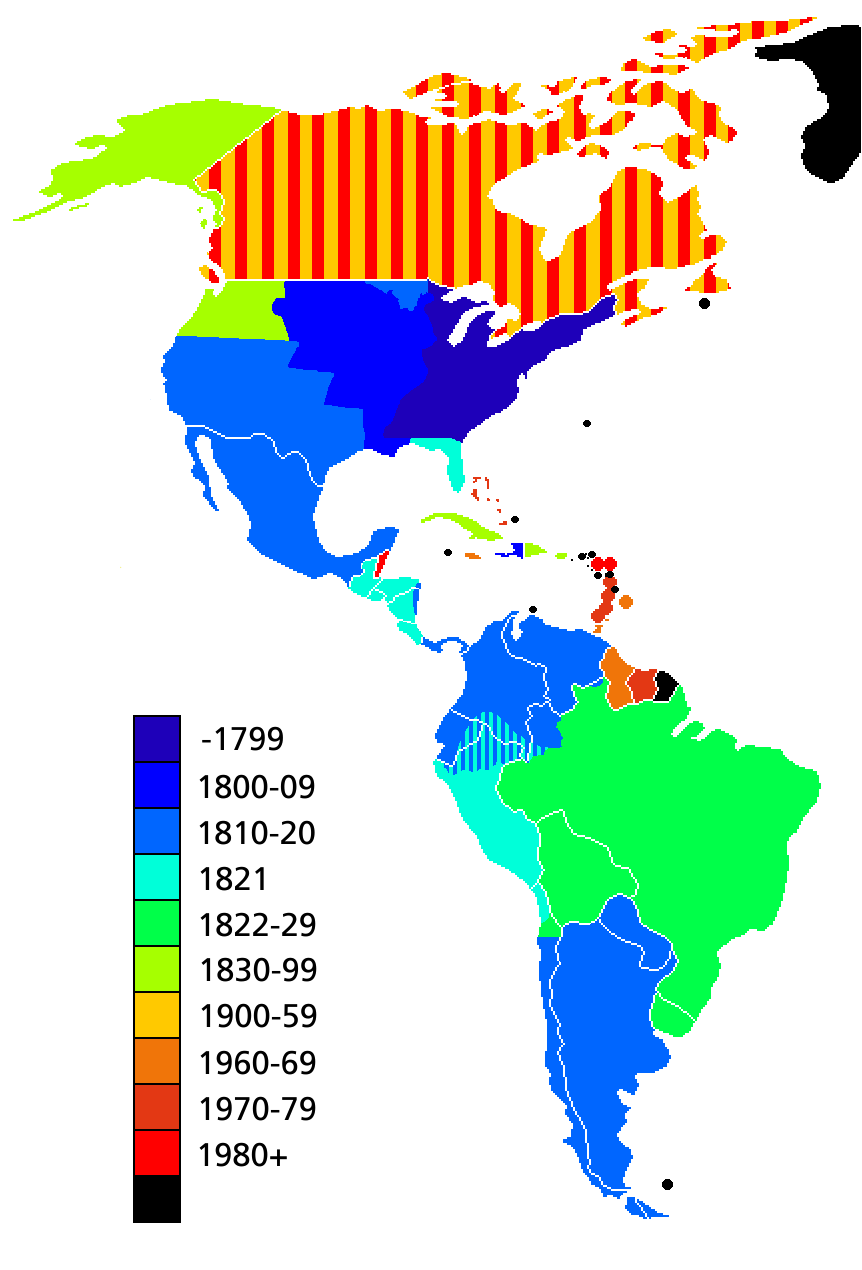
Карта показує роки здобуття незалежності від європейців. Чорним позначено залежні від не американських країн території

В Америці є 35 незалежних держав: 23 в північній частині і 12 в південній.

### Південна Америка

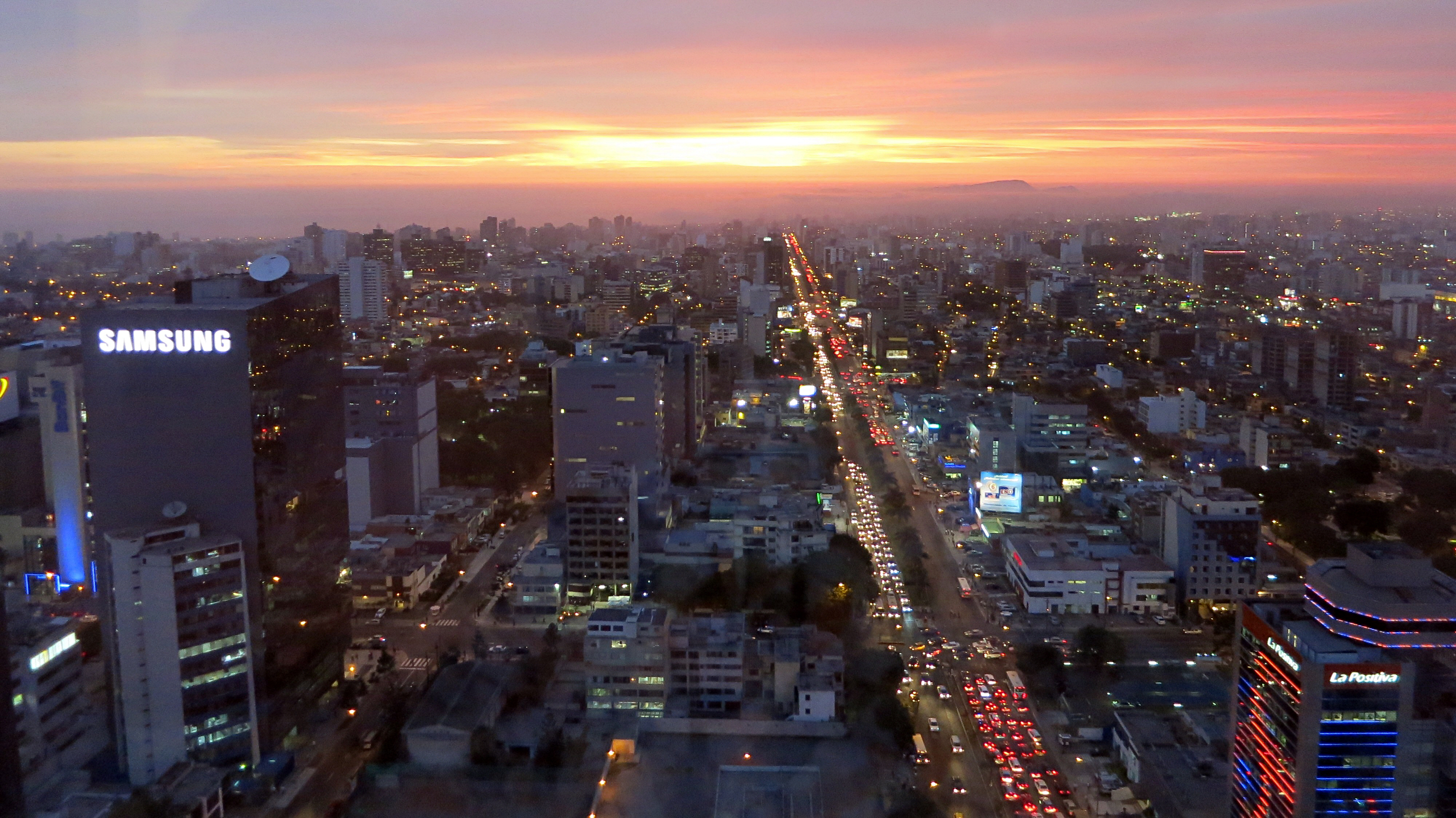
Ліма

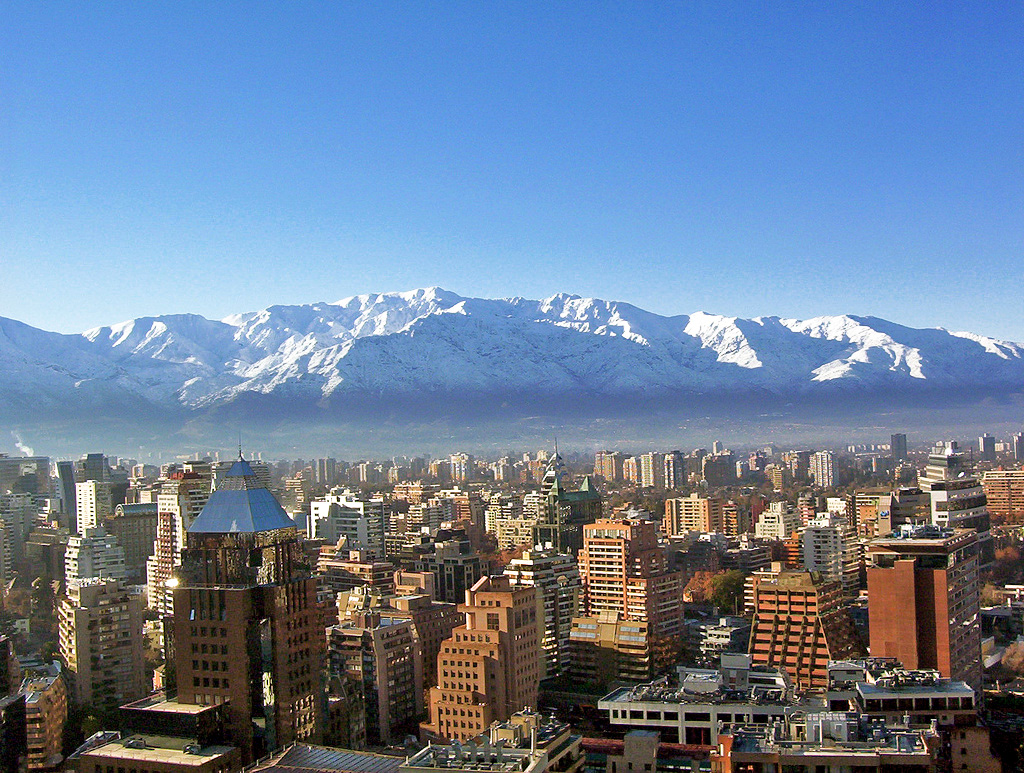
Сантьяго

| Країни та території                              | Площа (км²) | населення на 10 січня 2014 | Щільність населення (на км²) | Столиця                       |
| ------------------------------------------------ | ----------- | -------------------------- | ---------------------------- | ----------------------------- |
| Аргентина                                        | 2 766 890   | 40 677 348                 | 14,3                         | Буенос-айрес                  |
| Болівія                                          | 1 098 580   | 8 857 870                  | 8,1                          | Сукре                         |
| Бразилія                                         | 8 514 877   | 191 908 598                | 22,0                         | Бразиліа                      |
| Венесуела                                        | 912 050     | 26 414 815                 | 27,8                         | Каракас                       |
| Гаяна                                            | 214 970     | 770 794                    | 3,6                          | Джорджтаун                    |
| Колумбія                                         | 1 138 910   | 45 013 674                 | 37,7                         | Богота                        |
| Парагвай                                         | 406 750     | 6 347 884                  | 15,6                         | Асунсьйон                     |
| Перу                                             | 1 285 220   | 27 925 628                 | 21,7                         | Ліма                          |
| Суринам                                          | 163 270     | 438 144                    | 2,7                          | Парамабиро                    |
| Уругвай                                          | 176 220     | 3 477 778                  | 19,4                         | Монтевідео                    |
| Фолклендські Острови                             | 12 173      | 2 967                      | 0,24                         | Порт-Стенлі                   |
| Французька Гвіана (Франція)                      | 91 000      | 209 000                    | 2,1                          | Каєнна                        |
| Чилі                                             | 756 950     | 16 454 143                 | 21,1                         | Сантьяго                      |
| Еквадор                                          | 283 560     | 13 927 650                 | 47,1                         | Кіто                          |
| Південна Джорджія та Південні Сандвічеві Острови | 3 093       | 20                         | 0                            | Грютвікен (Кінг-Едвард-Пойнт) |
| Всього                                           | 17 824 513  | 382 426 293                | 21,5                         |                               |

### Північна Америка

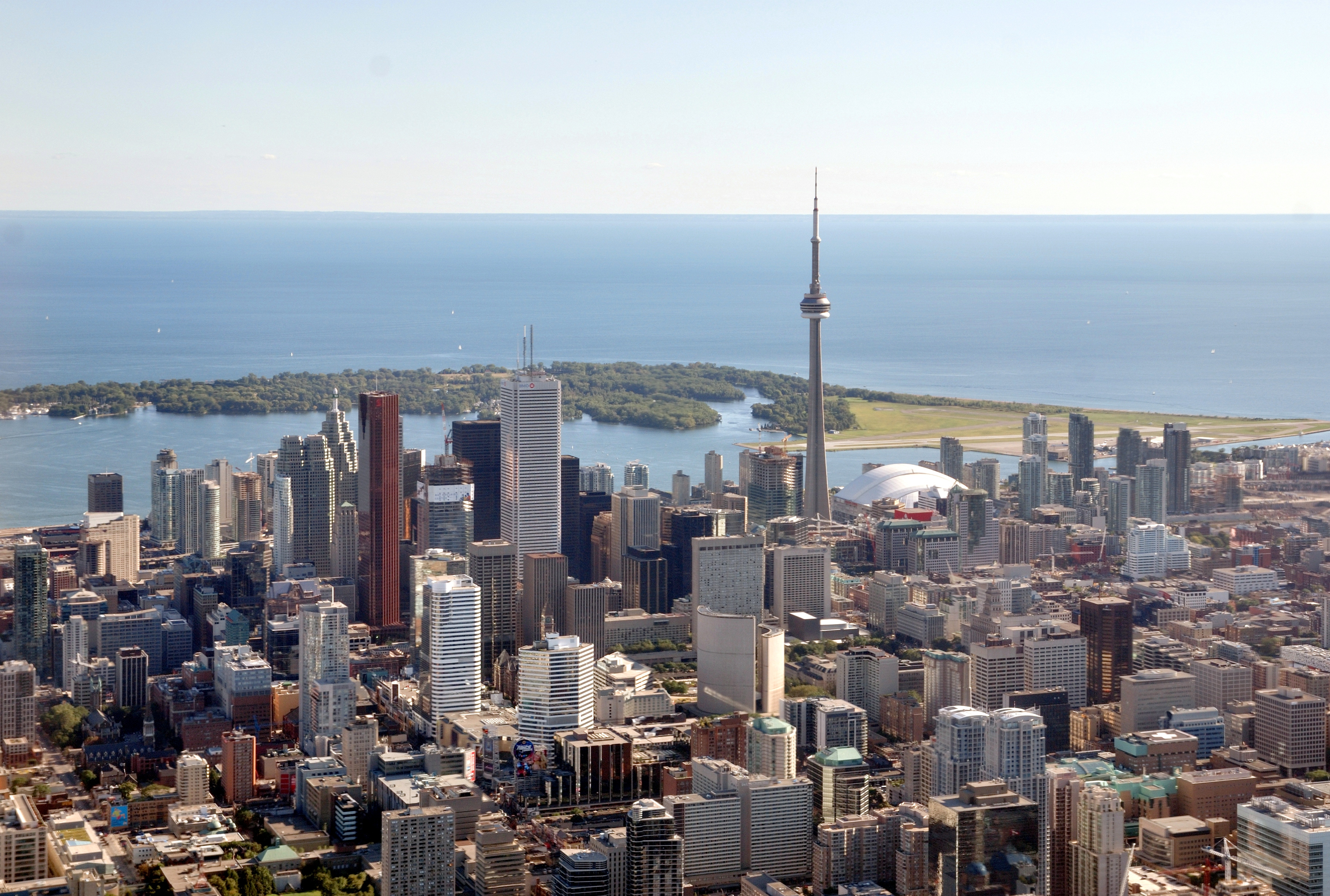
Торонто

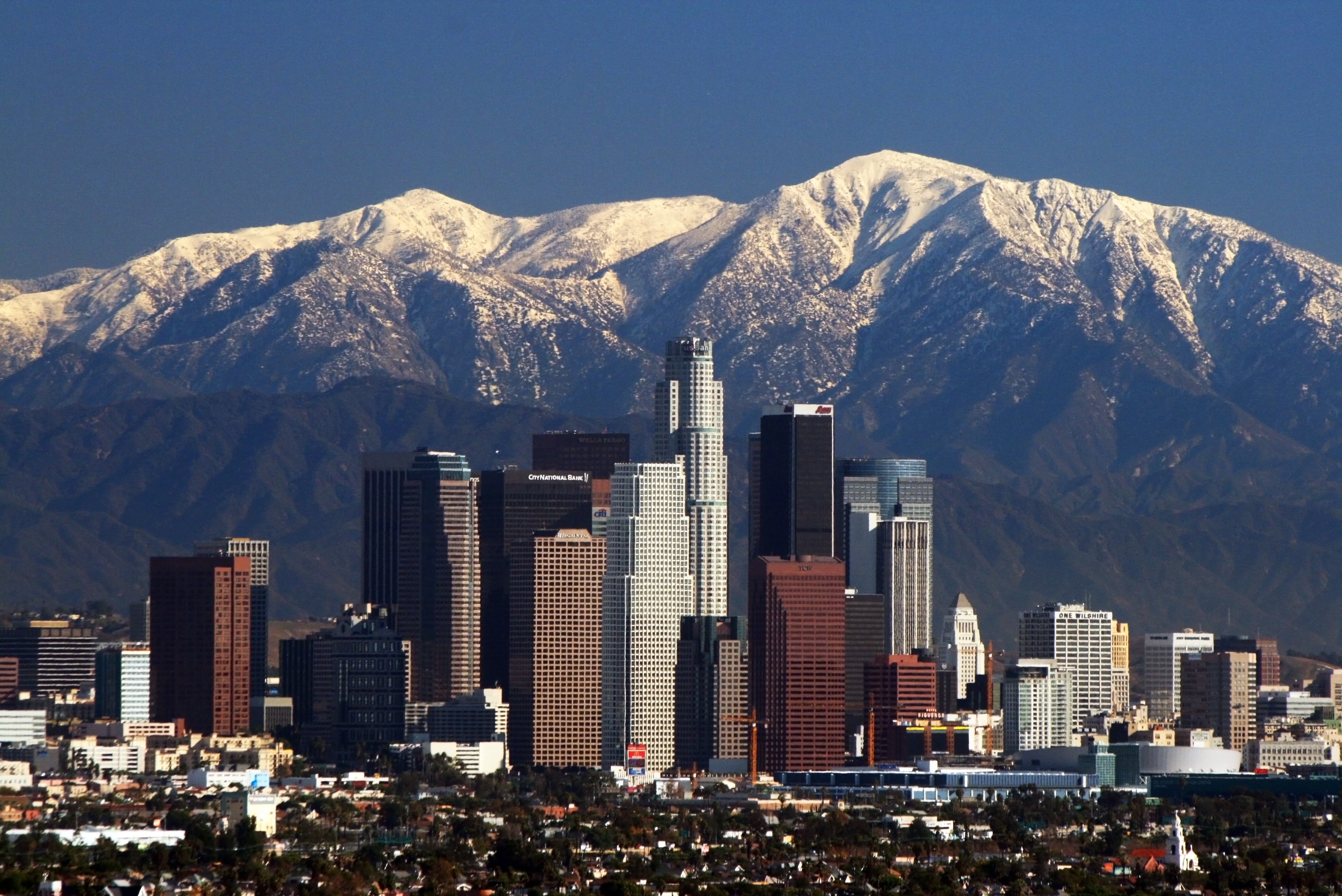
Лос-Анджелес

Нижче подана таблиця Північноамериканських країн та територій, поділених на три регіони.
| Країна чи територія                             | Площа (км²) | Населення (оцінка 2008) | Щільність населення (на км²) | Столиця         |
| ----------------------------------------------- | ----------- | ----------------------- | ---------------------------- | --------------- |
| Північна Америка                                |             |                         |                              |                 |
| Бермудські Острови (Велика Британія)            | 54          | 65 000                  | 1203.7                       | Гамільтон       |
| Гренландія (Данія)                              | 2 166 086   | 57 000                  | 0.026                        | Нуук            |
| Канада                                          | 9 984 670   | 33 573 000              | 3.4                          | Оттава          |
| Мексика                                         | 1 964 375   | 112 322 757             | 57.1                         | Мехіко          |
| Сен-П'єр і Мікелон (Франція)                    | 242         | 6000                    | 24.8                         | Сен-П'єр        |
| США                                             | 9 629 091   | 311 630 000             | 32.7                         | Вашингтон       |
| Центральна Америка                              |             |                         |                              |                 |
| Беліз                                           | 22 966      | 307 000                 | 13.4                         | Бельмопан       |
| Гватемала                                       | 108 889     | 14 027 000              | 128.8                        | Гватемала       |
| Гондурас                                        | 112 492     | 7 466 000               | 66.4                         | Тегусігальпа    |
| Коста-Рика                                      | 51 100      | 4 579 000               | 89.6                         | Сан-Хосе        |
| Нікарагуа                                       | 130 373     | 5 743 000               | 44.1                         | Манаґуа         |
| Панама                                          | 75 417      | 3 454 000               | 45.8                         | Панама          |
| Сальвадор                                       | 21 041      | 6 163 000               | 293.0                        | Сан Сальвадор   |
| Карибське море                                  |             |                         |                              |                 |
| Американські Віргінські Острови (США)           | 347         | 110 000                 | 317.0                        | Шарлотта-Амалія |
| Ангілья (Велика Британія)                       | 91          | 15 000                  | 164.8                        | Валлі           |
| Антигуа і Барбуда                               | 442         | 88 000                  | 199.1                        | Сент-Джонс      |
| Аруба (Нідерланди)                              | 180         | 107 000                 | 594.4                        | Ораньєстад      |
| Багамські Острови                               | 13 943      | 342 000                 | 24.5                         | Нассау          |
| Барбадос                                        | 430         | 256 000                 | 595.3                        | Бриджтаун       |
| Бонайре (Нідерланди)                            | 294         | 12 093                  | 41.1                         | Кралендейк      |
| Британські Віргінські Острови (Велика Британія) | 151         | 23 000                  | 152.3                        | Род-Таун        |
| Гаїті                                           | 27 750      | 10 033 000              | 361.5                        | Порт-о-Пренс    |
| Гваделупа (Франція)                             | 1628        | 401 784                 | 246.7                        | Бас-Тер         |
| Гренада                                         | 344         | 104 000                 | 302.3                        | Сент-Джорджес   |
| Домініка                                        | 751         | 67 000                  | 89.2                         | Розо            |
| Домініканська Республіка                        | 48 671      | 10 090 000              | 207.3                        | Санто-Домінго   |
| Кайманові Острови (Велика Британія)             | 264         | 56 000                  | 212.1                        | Джорджтаун      |
| Куба                                            | 109 886     | 11 204 000              | 102.0                        | Гавана          |
| Кюрасао (Нідерланди)                            | 444         | 140 794                 | 317.1                        | Віллемстад      |
| Мартиніка (Франція)                             | 1128        | 397 693                 | 352.6                        | Фор-де-Франс    |
| Монтсеррат (Велика Британія)                    | 102         | 6000                    | 58.8                         | Плімут; Брейдс  |
| Острови Теркс і Кайкос (Велика Британія)        | 948         | 33 000                  | 34.8                         | Кокберн-Таун    |
| Пуерто-Рико (США)                               | 8870        | 3 982 000               | 448.9                        | Сан-Хуан        |
| Саба (Нідерланди)                               | 13          | 1537                    | 118.2                        | Боттом          |
| Сен-Бартельмі (Франція)                         | 21          | 7448                    | 354.7                        | Густавія        |
| Сент-Кіттс і Невіс                              | 261         | 52 000                  | 199.2                        | Бастер          |
| Сент-Люсія                                      | 539         | 172 000                 | 319.1                        | Кастрі          |
| Сен-Мартен (Франція)                            | 54          | 29 820                  | 552.2                        | Маріго          |
| Сент-Вінсент і Гренадини                        | 389         | 109 000                 | 280.2                        | Кінґстаун       |
| Сінт-Естатіус (Нідерланди)                      | 21          | 2739                    | 130.4                        | Ораньєстад      |
| Сінт-Мартен (Нідерланди)                        | 34          | 40 009                  | 1176.7                       | Філіпсбурґ      |
| Тринідад і Тобаго                               | 5130        | 1 339 000               | 261.0                        | Порт-оф-Спейн   |
| Ямайка                                          | 10 991      | 2 719 000               | 247.4                        | Кінгстон        |
| Всього                                          | 24 500 995  | 541 720 440             | 22.9                         |                 |

## Міжнародні організації Америки
- Організація Американських Держав
- Амазонський пакт
- КАРІКОМ
- Асоціація латиноамериканської інтеграції
- Меркосур
- Організація Східнокарибських держав
- Панамериканський союз
- Група Ріо
- Союз південноамериканських націй